# Hans-Jürgen Voß
Hans-Jürgen Voß (* 20. Juni 1903 in Hütten (Schleswig); † 4. Juni 1990 in Hohenwestedt) war ein deutscher Tierarzt und Hochschullehrer.

## Leben
Hans-Jürgen Voß war Sohn des Landwirts in Hütten bei Hohenwestedt Claus Hinrich Voß. Zum Wintersemester 1922/23 begann er ein Studium der Tiermedizin an der Tierärztlichen Hochschule Hannover und wurde Mitglied des Corps Normannia Hannover. Als cand. med. vet. wechselte er zum Wintersemester 1924/25 an die Universität Gießen und schloss sich dem Corps Hubertia Gießen an. Zum Sommersemester 1925 kehrte er nach Hannover zurück und erhielt dort im Sommersemester 1927 die tierärztliche Approbation. Im März 1928 wurde er an der Universität Leipzig zum Dr. med vet. promoviert. Nach Assistententätigkeit an der chirurgischen Veterinärklinik Leipzig wechselte er zu Beginn des Jahres 1933 als Oberassistent an die Tierklinik der Universität Breslau. Nachdem er sich 1936 an der Veterinärmedizinischen Fakultät der Universität Leipzig habilitiert hatte, wurde er im November 1936 Privatdozent und Leiter der medizinischen Tierklinik der Universität Leipzig. 1937 wurde er zum ordentlichen Professor für spezielle Pathologie und Therapie der Haustiere und Gerichtliche Tiermedizin der Universität Leipzig berufen. Bis 1939 war er Leiter der Medizinischen Tierklinik und wurde anschließend zur Wehrmacht beurlaubt. Von 1939 bis 1942 leistete er als Oberstabsveterinär Kriegsdienst. Voß wurde von 1944 an vertretungsweise mit der Leitung der Poliklinik für kleine Haustiere beauftragt und verließ die Leipziger Fakultät im Oktober 1945. Nach dem Ende des Zweiten Weltkrieges kehrte er in seine holsteinische Heimat nach Hütten zurück, wo er als Tierarzt tätig wurde. Von 1949 bis 1972 betrieb er in Nortorf eine Großtierpraxis. Bis 1965 war er Lehrbeauftragter für Rinder an der Tierärztlichen Hochschule Hannover.

## Schriften
- Beitrag zur Ringbildung an den Klauen des Rindes, 1928
- Über Asthma bronchiale und Bronchiektasien, 1935
- Die Zahnfachentzündung des Pferdes, 1937
- Verschiedene Verfahren der Zyklussteuerung bei Milchkühen und Färsen unter Feldbedingungen, 1982